# Walter Houser Brattain
Walter Houser Brattain (ur. 10 lutego 1902 w Xiamen, Chiny, zm. 13 października 1987 w Seattle) – amerykański fizyk, który wspólnie z Johnem Bardeenem i Williamem Shockleyem (kierownikiem projektu) opracował w roku 1947 tranzystor, za co otrzymał w roku 1956 Nagrodę Nobla w dziedzinie fizyki.

## Nagrody
- Medal Stuarta Ballantine'a – 1952[2]
- Medal Johna Scotta – 1954[3]
- Nagroda Nobla w dziedzinie fizyki – 1956[4]